# Diamesa nivicavernicola
Diamesa nivicavernicola är en tvåvingeart som beskrevs av Hans Jacob Hansen 1976. Diamesa nivicavernicola ingår i släktet Diamesa och familjen fjädermyggor. Inga underarter finns listade i Catalogue of Life.